# Ламсварде
Ламсварде (нід. Lamswaarde) — село в нідерландській провінції Зеландія. Входить до муніципалітету Гюлст.
Його площа становить 3,47 км², а населення станом на 2021 рік складало 565 осіб.

## Галерея

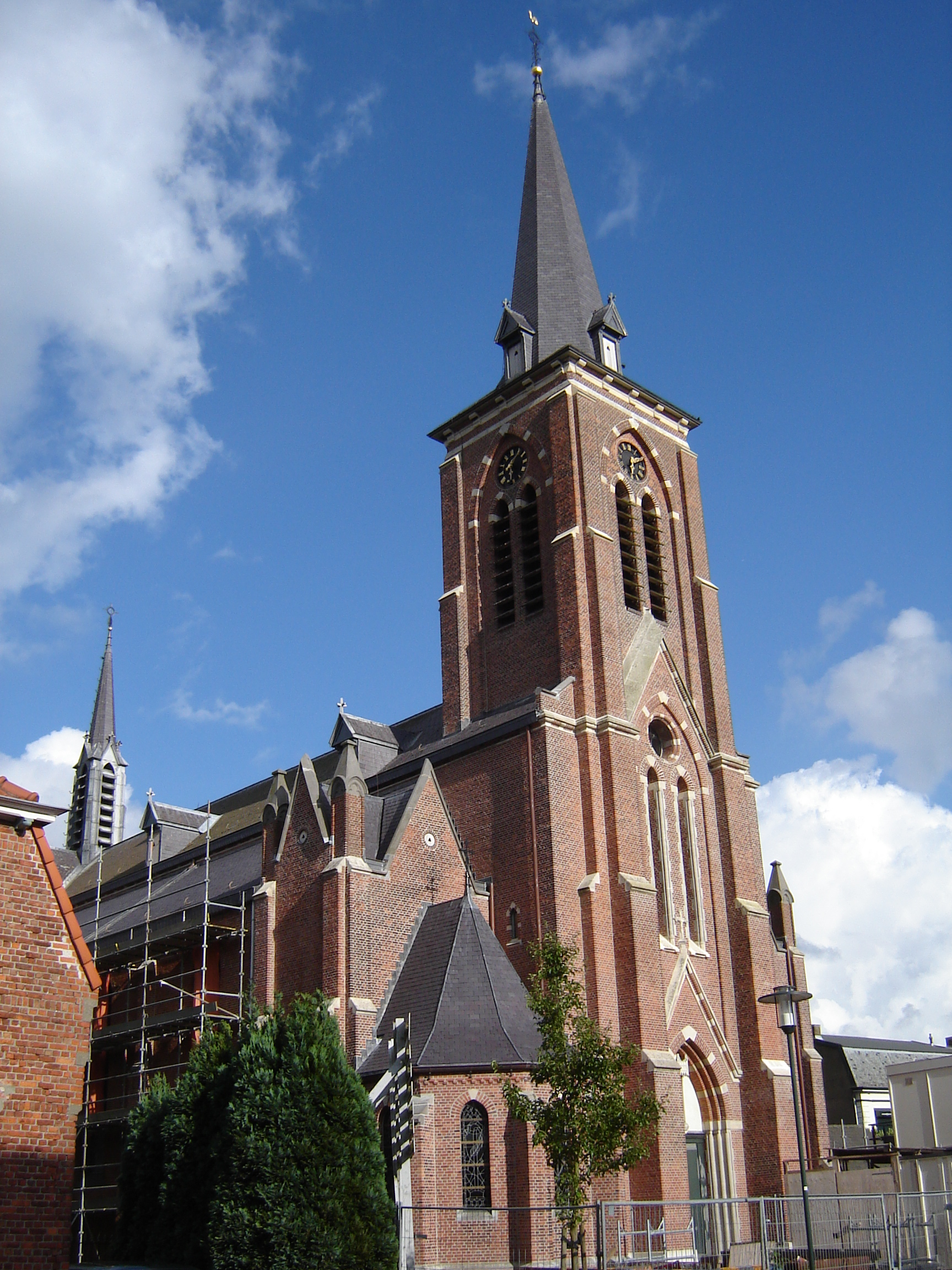
Церква св. Корнеліуса
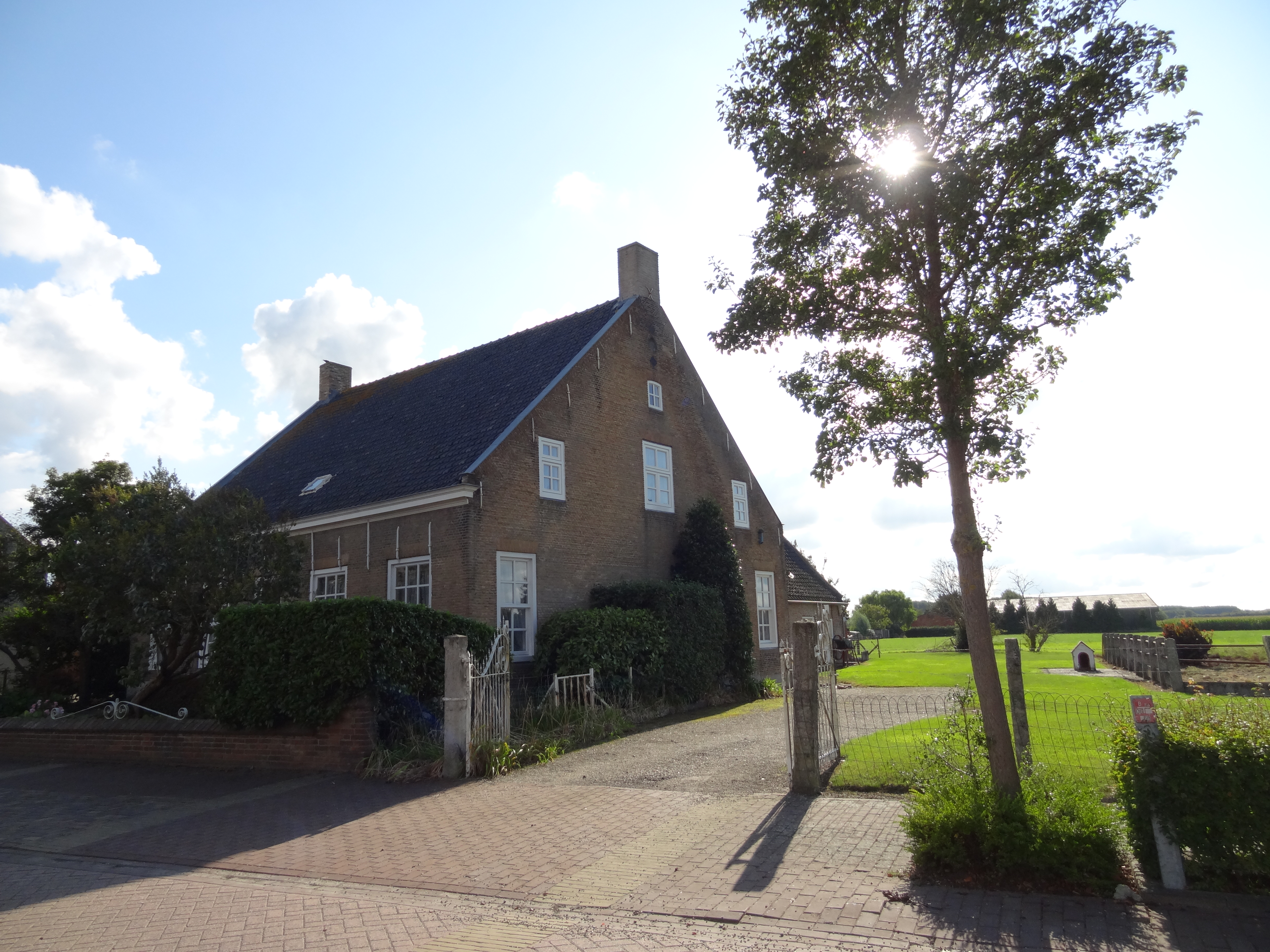
Ферма у Ламсварде
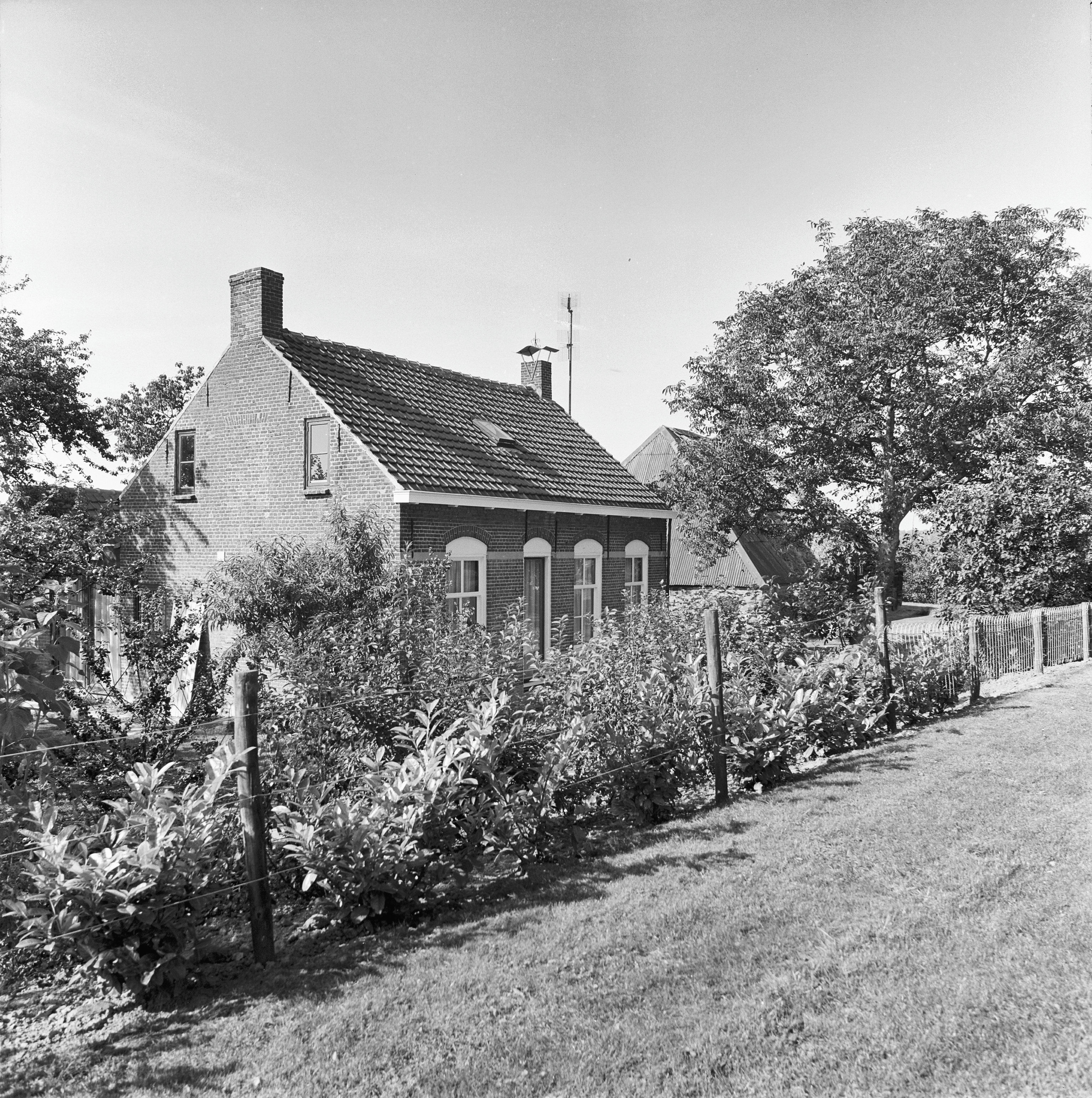
Ферма у Ламсварде
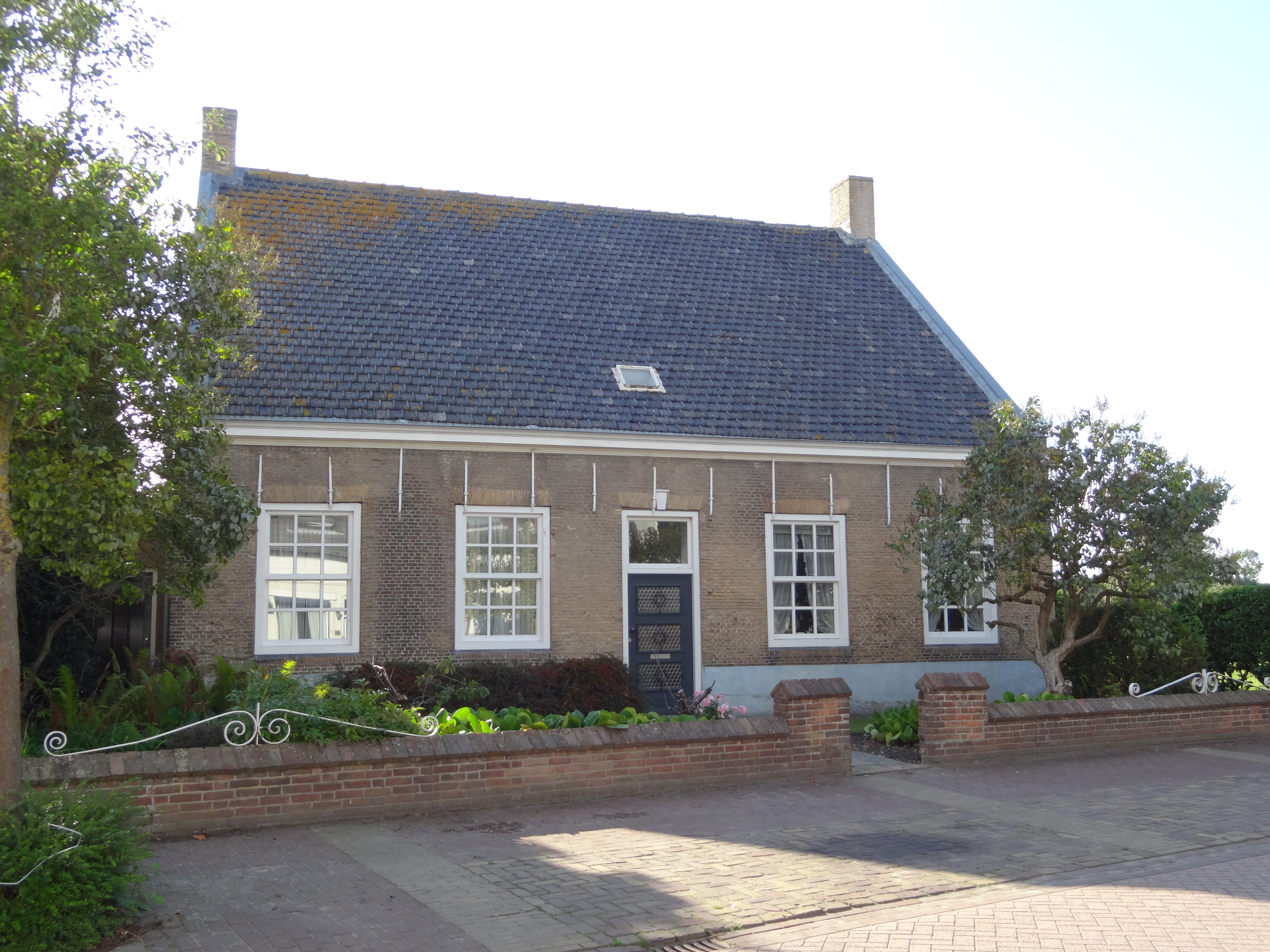
Сільський будинок